# Joanne Love
Joanne Love, detta Jo (Paisley, 6 dicembre 1985), è una calciatrice scozzese, centrocampista del Glasgow City e della nazionale scozzese.

## Carriera

### Club
Nata a Paisley, in Scozia, inizia a giocare a calcio nel Largs. Nel 2000, a 15 anni, passa al Kilmarnock, dove resta per 6 anni, vincendo due campionati consecutivi (2002 e 2002-2003), due Coppe di Scozia, due Coppe di Lega e una Coppa di Lega di seconda divisione, e dove debutta in Women's Cup, nella seconda edizione, il 25 settembre 2002, pareggiando 0-0 in casa contro le russe del CSK VVS Samara, in una sfida valida per la fase a gironi. Nel 2006 si trasferisce negli Stati Uniti, giocando in W-League con il Cocoa Expos di Cocoa, in Florida. Anche nella stagione 2006-2007 gioca fuori dalla Scozia, trascorrendo l'annata nelle inglesi del Doncaster Rovers Belles. Nel 2007 torna in Scozia, firmando con il Celtic, dove vince la Coppa di Lega nel 2010, all'ultima stagione, primo trofeo di sempre per le biancoverdi. Nel febbraio 2011 si trasferisce alle rivali cittadine del Glasgow City, dominatrici del campionato scozzese, che vince per sei anni consecutivi, dal 2011 al 2016. In arancionero porta a casa anche cinque Coppe di Scozia e quattro Coppe di Lega.

### Nazionale

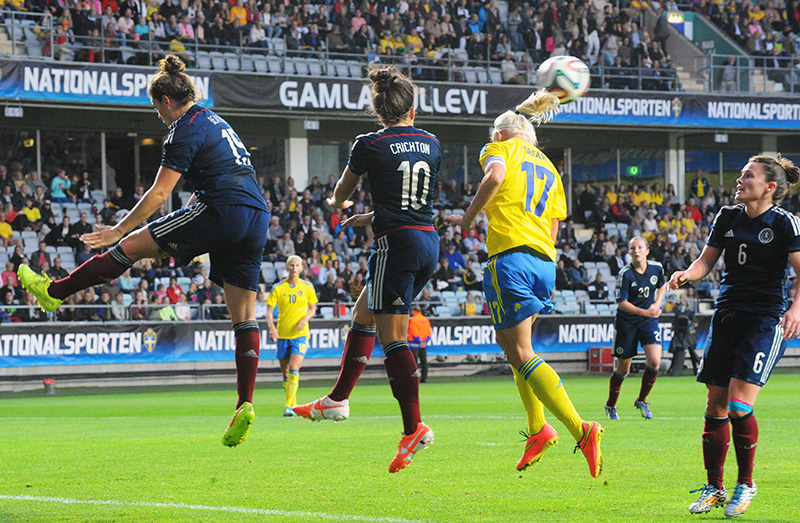
Love (nº 6) nel 2014 con la nazionale scozzese contro la

Nel 2001 debutta in Under-19, dove ottiene 9 presenze e 3 gol nelle competizioni UEFA.
Il 1º marzo 2002, a 16 anni, trova l'esordio in nazionale maggiore nella sconfitta per 3-0 a Quarteira, in Portogallo contro il Canada in Algarve Cup.
Segna il suo primo gol con le scozzesi il 18 febbraio 2004, portando in vantaggio le sue compagne al 6' nell'amichevole poi pareggiata per 1-1 contro la Francia in trasferta a Sète.
Il 2 marzo 2011, nella sconfitta per 1-0 in Cyprus Cup a Larnaca contro il Canada, stessa squadra contro cui aveva debuttato nove anni prima, raggiunge le 100 presenze con la nazionale scozzese.
Il 23 ottobre 2015 segna una doppietta nel 7-0 contro la Bielorussia in casa a Motherwell nelle qualificazioni all'Europeo 2017, realizzando le ultime due reti all' 89' e al 92'.
Un mese dopo, il 29 novembre, sempre nelle qualificazioni all'Europeo va a segno tre volte nel 10-0 interno sulla Macedonia del Nord a Paisley, sua città natale, realizzando le reti del 2-0, 6-0 e 7-0.
Nel 2017 il CT della Scozia Anna Signeul la convoca per l'Europeo nei Paesi Bassi, prima partecipazione di sempre delle scozzesi. Chiude la competizione continentale venendo eliminata nel girone con 3 punti, ottenuti vincendo l'ultima gara, 2-1 con la Spagna, dopo le sconfitte con Inghilterra per 6-0 e Portogallo per 2-1. Love gioca tutte e tre le gare.

## Palmarès

### Club

#### Competizioni nazionali
- Scottish Women's Cup: 7

Kilmarnock: 2001, 2002
Glasgow City: 2011, 2012, 2013, 2014, 2015
- Scottish Women's Premier League: 8

Kilmarnock: 2001-2002, 2002-2003
Glasgow City: 2011, 2012, 2013, 2014, 2015, 2016
- Scottish Women's Football League First Division Cup: 1

Kilmarnock: 2001-2002
- Scottish Women's Premier League Cup: 7

Kilmarnock: 2002-2003, 2003-2004
Celtic: 2010
Glasgow City: 2012, 2013, 2014, 2015